# Тарифна сітка
Тари́фна сі́тка — сукупність кваліфікаційних тарифних розрядів та відповідних їм тарифних коефіцієнтів, за якими визначається розмір тарифних ставок оплати праці працівників у залежності від складності виконуваних робіт та кваліфікації працівників.
Є елементом тарифної системи, шкалою, що визначає співвідношення розмірів тарифних ставок залежно від кваліфікації (розряду) і складності виконуваних робіт.
Тарифна сітка повинна охоплювати працівників всіх професій і посад, що працюють на підприємстві: від некваліфікованих (I тарифний розряд) до керівників (найвищий тарифний розряд). Кількість розрядів залежить від специфіки діяльності підприємства, професійного складу працівників і їх кваліфікованості.
Підприємство самостійно розробляє тарифну сітку. Держава встановлює Єдину тарифну сітку розрядів і коефіцієнтів з оплати праці лише для установ і організацій бюджетної сфери.
Вирізняють чотири групи уніфікованих тарифних сіток, які диференційовані по галузях економіки:
- восьмирозрядна тарифна сітка із співвідношенням тарифів 1-го і 8-го розрядів 1:2,4 —для оплати праці робітників цехів основного виробництва підприємств чорної металургії;

- восьмирозрядна тарифна сітка із співвідношенням 1-го і 8-го розрядів 1,0:2,01 —для оплати праці робітників, безпосередньо зайнятих на виконанні відповідальних робіт підприємств машинобудування, включаючи електротехнічну, електронну, радіотехнічну промисловість і виробництво засобів зв'язку;

- семирозрядна тарифна сітка із співвідношенням тарифів 1 -го і 7-го розрядів 1,0 : 2,01 — для оплати праці робітників, безпосередньо зайнятих обслуговуванням, налагоджуванням і ремонтом основного устаткування теплових та електричних систем атомних, теплових і гідроелектростанцій;

- шестирозрядна сітка із співвідношенням тарифів 1 -го і 6-го розрядів 1,0:1,8 — для всіх інших видів виробництв і робіт.

У сучасних умовах на більшості підприємств застосовують шести — та восьмирозрядні тарифні сітки. Тарифні коефіцієнти та їхні співвідношення можуть установлюватися галузевими угодами.
Тарифна сітка визначає середній тарифний коефіцієнт, величину середнього тарифного розряду, діапазон тарифних коефіцієнтів і міжрозрядні інтервальні відхилення тарифних коефіцієнтів.

Середній тарифний коефіцієнт (Кс) визначається як середньозважена величина добутку чисельності погодинників певного розряду і відповідного розряду відповідного тарифного коефіцієнта або добутку трудомісткості робіт по певному розряду і відповідного тарифного коефіцієнта для відрядників.
Співвідношення тарифних коефіцієнтів крайніх розрядів є діапазоном тарифної сітки.